# Alexandra de Hanovre (1882-1963)
 (septembre 2015).
Si vous disposez d'ouvrages ou d'articles de référence ou si vous connaissez des sites web de qualité traitant du thème abordé ici, merci de compléter l'article en donnant les références utiles à sa vérifiabilité et en les liant à la section « Notes et références ».
Ne doit pas être confondu avec Alexandra de Hanovre.
Titres
Épouse du prétendant au trône de Mecklembourg-Schwerin
14 novembre 1918 – 17 novembre 1945
(14 ans, 5 mois et 7 jours)
Grande-duchesse de Mecklembourg-Schwerin (en)
7 juin 1904 – 14 novembre 1918
(14 ans, 5 mois et 7 jours)
Alexandra de Hanovre et Cumberland (allemand : Alexandra Louise Marie Thérèse Elisabeth Olga Vera Prinzessin von Hannover und Cumberland), née le 29 septembre 1882 au Schloss Ort (en) de Gmunden et morte le 30 août 1963 au château de Glücksburg à Glücksburg, princesse de Grande-Bretagne et d'Irlande, duchesse de Brunswick-Lunebourg et membre de la maison de Hanovre, est par son mariage la dernière grande-duchesse de Mecklembourg-Schwerin.

## Famille
Elle est la deuxième fille et le troisième enfant d'Ernest-Auguste II de Hanovre et de Thyra de Danemark, fille de Christian IX et de Louise de Hesse-Cassel. Alexandra est par son père l'arrière-arrière-petite-fille du roi George III du Royaume-Uni et de Charlotte de Mecklembourg-Strelitz. Elle est la soeur de Marie-Louise de Hanovre, épouse de Maximilien de Bade, dernier chancelier de l'empire allemand, et d'Ernest-Auguste de Brunswick, époux de Victoria-Louise de Prusse.

## Mariage
Elle épouse le 7 juin 1904 à Gmunden le grand-duc Frédéric-François IV de Mecklembourg-Schwerin. De cette union naissent cinq enfants  :
- Frédéric-François V de Mecklembourg-Schwerin (22 avril 1910 à Schwerin - 31 juillet 2001 à Hambourg). Il épouse le 11 juin 1941 à Schwerin Karin Elisabeth Henriette Lori Gudela von Shaper (31 janvier 1920 à Wrocław - 26 janvier 2012 à Glücksburg).
- Christian-Louis de Mecklembourg-Schwerin (29 septembre 1912 à Ludwigslust - 18 juillet 1996 à Hemmelmark). Il épouse le 5 juillet 1954 à Glücksburg la princesse Barbara de Prusse (25 août 1920 à Hemmelmark - 31 mai 1994 à Hemmelmark). Ils ont deux enfants : la duchesse Donata (née le 11 mars 1956) et la duchesse Edwina (née le 25 septembre 1960).
- Olga de Mecklembourg-Schwerin (27 décembre 1916 à Schwerin – 4 février 1917 à Schwerin).
- Thyra de Mecklembourg-Schwerin (18 juin 1919 à Sorgenfri – 27 septembre 1981 à Flensbourg). Sans alliance.
- Anastasia de Mecklembourg-Schwerin (11 novembre 1923 à Gelbensande – 25 janvier 1979 à Hambourg). Elle épouse le 1er septembre 1943 le prince Frédéric-Ferdinand de Schleswig-Holstein-Sonderbourg-Glücksbourg (14 mai 1913 à Gotha - 31 mai 1989 à Glücksburg). Ils ont quatre enfants : la princesse Elisabeth (née le 10 septembre 1945), la princesse Irène (née le 11 octobre 1946), la princesse Margaretha (née le 10 février 1948) et la princesse Sibylla (née le 11 septembre 1955).

Après l'abdication forcée du grand-duc en 1918, la famille s'exile brièvement au Danemark, pays natal de la mère d'Alexandra. Après la mort de son époux en 1945, Alexandra se retire dans ses domaines familiaux dans le Schleswig-Holstein.

## Titulature
- 29 septembre 1882 - 7 juin 1904 : Son Altesse Royale la princesse Alexandra de Hanovre et Cumberland
- 7 juin 1904 - 17 novembre 1945 : Son Altesse Royale la grande-duchesse de Mecklembourg-Schwerin
- 17 novembre 1945 - 30 août 1963 : Son Altesse Royale la grande-duchesse douairière de Mecklembourg-Schwerin

## Honneurs
- Grand-croix de l'ordre de la Couronne de Wende, avec la couronne en or [1]
- Dame de l'ordre de Louise, première classe [1]